# Alejandro Galán Romo
Alejandro Galán Romo, meglio conosciuto come Ale Galán (Madrid, 15 maggio 1996), è un giocatore spagnolo professionista di padel.
Attualmente occupa il terzo posto nella classifica FIP e Premier Padel, in coppia con Federico Chingotto.

## Carriera
Inizia a giocare a Padel come professionista nel 2016 in coppia con Juan Cruz Belluati.  La coppia si conferma anche per il 2017 mentre per il 2018 si unisce all'argentino Matías Díaz.
Con Matías Díaz sono stati regolari in semifinale nei primi tornei della stagione, riuscendo a raggiungere la finale nel quinto torneo stagionale, il Valladolid Open, dove sono riusciti a battere la coppia formata da Maxi Sánchez e Sanyo Gutiérrez ottenendo così il primo titolo nel World Padel Tour. Ottiene il secondo titolo al torneo Lugo Open contro Luciano Capra e Ramiro Moyano.
Nel 2019 inizia la stagione con Juani Mieres, la coppia vince il Masters dell'Argentina. A metà stagione ha iniziato a giocare al fianco di Pablo Lima, con il quale ha vinto il Valencia Open.
Dal 2020 fa coppia con Juan Lebrón Chincoa ed insieme sono riusciti ad essere il numero 1 nel ranking per la stagione 2020, 2021 e 2022.
Nel 2022 insieme al World Padel Tour, Ale e Lebron partecipano anche al nuovo circuito Premier Padel. Insieme riescono a vincere i tornei di Roma, Parigi, Madrid e Milano.
Il 2023 inizia in salita per il duo Lebron-Galán, perdendo ai quarti di finale il torneo Premier Padel di Doha. Successivamente Galán emette un comunicato dichiarando che deve curarsi da un infortunio alle ginocchia e per questo motivo non prese parte al torneo La Rioja Open del World Padel Tour.
Nel 2024, dopo 4 anni di legame, Galán si separa da Juan Lebron Chincoa, per unirsi a Federico Chingotto. La coppia sta dominando i tornei di questa stagione, tuttavia è ancora un gradino sotto a Tapia e Coello nella classifica mondiale.

## Tornei
| Vincitori | Sconfitti |

### Premier Padel
| Anno | Torneo    | Categoria | Compagno           | Rivali                          | Turno              | Risultato          |
| ---- | --------- | --------- | ------------------ | ------------------------------- | ------------------ | ------------------ |
| 2022 | Doha      | Major     | Juan Lebron        | Paquito Navarro Martín Di Nenno | Finale             | 6-3 / 7-6(4).      |
| 2022 | Roma      | Major     | Juan Lebron        | Paquito Navarro Martín Di Nenno | Finale             | 4-6 / 7-5 / 6-4    |
| 2022 | Parigi    | Major     | Juan Lebron        | Juan Tello Federico Chingotto   | Finale             | 6-3 / 4-6 / 6-4    |
| 2022 | Mendoza   | P1        | Juan Lebron        | Jeronimo Gonzalez Alex Ruiz     | Quarti             | 4-6 / 4-6          |
| 2022 | Madrid    | P1        | Juan Lebron        | Paquito Navarro Martín Di Nenno | Finale             | 5-7 / 6-2 / 6-3    |
| 2022 | Cairo     | P1        | Juan Lebron        | Franco Stupaczuk Pablo Lima     | Finale             | 6-2 / 6-7 / 6-7    |
| 2022 | Monterrey | P1        | Juan Lebron        | Sanyo Gutiérrez Agustín Tapia   | Quarti             | 6-3 / 3-6 / 3-6.   |
| 2022 | Milano    | P1        | Juan Lebron        | Víctor Ruiz Lucas Bergamini     | Finale             | 6-2 / 6-2          |
| 2023 | Doha      | Major     | Juan Lebron        | Jeronimo Gonzalez Alex Ruiz     | Quarti             | 4-6 / 6-7(2)       |
| 2023 | Roma      | Major     | Dal 10/07 al 16/07 | Dal 10/07 al 16/07              | Dal 10/07 al 16/07 | Dal 10/07 al 16/07 |
| 2023 | Madrid    | P1        | Dal 17/07 al 23/07 | Dal 17/07 al 23/07              | Dal 17/07 al 23/07 | Dal 17/07 al 23/07 |
| 2023 | Mendoza   | P1        | Dal 31/07 al 6/08  | Dal 31/07 al 6/08               | Dal 31/07 al 6/08  | Dal 31/07 al 6/08  |
| 2023 | Parigi    | Major     | Dal 4/09 al 10/09  | Dal 4/09 al 10/09               | Dal 4/09 al 10/09  | Dal 4/09 al 10/09  |
| 2023 | Cairo     | P1        | Dal 30/10 al 5/11  | Dal 30/10 al 5/11               | Dal 30/10 al 5/11  | Dal 30/10 al 5/11  |
| 2023 | Monterrey | Major     | Dal 27/11 al 3/12  | Dal 27/11 al 3/12               | Dal 27/11 al 3/12  | Dal 27/11 al 3/12  |
| 2023 | Milano    | P1        | Dal 4/12 al 10/12  | Dal 4/12 al 10/12               | Dal 4/12 al 10/12  | Dal 4/12 al 10/12  |

### World Padel Tour
| Anno                                                | Torneo       | Categoria    | Compagno    | Rivali                                 | Turno  | Risultato          |
| --------------------------------------------------- | ------------ | ------------ | ----------- | -------------------------------------- | ------ | ------------------ |
| 2018                                                | Valladolid   | Open         | Matias Diaz | Sanyo Gutiérrez Maxi Sánchez           | Finale | 7-5 / 3-6 / 6-3.   |
| 2018                                                | Lugo         | Open         | Matias Diaz | Luciano Capra Ramiro Moyano            | Finale | 6-0 / 6-4          |
| 2019                                                | Valencia     | Open         | Pablo Lima  | Adrián Allemandi Agustín Gómez Silingo | Finale | 6-7(?) / 7-5 / 6-3 |
| 2019                                                | Mijas        | Open         | Pablo Lima  | Coki Nieto Javier Rico                 | Finale | 7-6(?) / 6-4       |
| 2019                                                | Cascais      | Master       | Pablo Lima  | Federico Chingotto Juan Tello          | Finale | 6-4 / 6-4          |
| 2019                                                | Barcellona   | Master Final | Pablo Lima  | Fernando Belasteguín Agustín Tapia     | Finale | 7-6(?) / 6-3       |
| 2020                                                | Madrid       | Open         | Juan Lebrón | Pablo Lima Paquito Navarro             | Finale | 7-5 / 6-3          |
| 2020                                                | Madrid       | Open         | Juan Lebrón | Fernando Belasteguín Agustín Tapia     | Finale | 4-6 / 6-1 / 6-4    |
| 2020                                                | Madrid       | Open         | Juan Lebrón | Federico Chingotto Juan Tello          | Finale | 6-7(6) / 6-1 / 6-4 |
| 2020                                                | Valencia     | Open         | Juan Lebrón | Federico Chingotto Juan Tello          | Finale | 6-3 / 7-6(6)       |
| 2020                                                | Barcellona   | Master       | Juan Lebrón | Sanyo Gutiérrez Franco Stupaczuk       | Finale | 6-4 / 6-1          |
| 2020                                                | Alicante     | Open         | Juan Lebrón | Sanyo Gutiérrez Franco Stupaczuk       | Finale | 4-6 / 6-3 / 6-4    |
| 2021                                                | Alicante     | Open         | Juan Lebrón | Alex Ruiz Franco Stupaczuk             | Finale | 6-0 / 6-4          |
| 2021                                                | Santander    | Open         | Juan Lebrón | Javier Dasi Momo González              | Finale | 6-3 / 6-2          |
| 2021                                                | Marbella     | Master       | Juan Lebrón | Pablo Lima Agustín Tapia               | Finale | 7-6(5) / 6-2       |
| 2021                                                | Cascais      | Open         | Juan Lebrón | Federico Chingotto Juan Tello          | Finale | 4-6 / 7-5 / 6-3    |
| 2021                                                | Lugo         | Open         | Juan Lebrón | Martin Di Nenno Paquito Navarro        | Finale | 6-4 / 4-6 / 6-3    |
| 2021                                                | Minorca      | Open         | Juan Lebrón | Martin Di Nenno Paquito Navarro        | Finale | 6-3 / 6-4          |
| 2021                                                | Madrid       | Master Final | Juan Lebrón | Sanyo Gutiérrez Agustín Tapia          | Finale | 6-4 / 6-4          |
| 2022                                                | Alicante     | Open         | Juan Lebrón | Paquito Navarro Martin Di Nenno        | Finale | 6-2 / 6-3          |
| 2022                                                | Bruxelles    | Open         | Juan Lebrón | Pablo Lima Franco Stupaczuk            | Finale | 6-3 / 6-3          |
| 2022                                                | Marbella     | Master       | Juan Lebrón | Alex Ruiz Momo González                | Finale | 6-2 / 6-4          |
| 2022                                                | Valladolid   | Master       | Juan Lebrón | Fernando Belasteguín Arturo Coello     | Finale | 7-6(?) / 6-4       |
| 2022                                                | Cascais      | Open         | Juan Lebrón | Sanyo Gutiérrez Agustín Tapia          | Finale | 6-2 / 6-7(?) / 6-1 |
| 2022                                                | Stoccolma    | Open         | Juan Lebrón | Paquito Navarro Martin Di Nenno        | Finale | 6-7(?) / 6-2 / 6-1 |
| 2022                                                | Minorca      | Open         | Juan Lebrón | Ramiro Moyano Francisco Gil            | Finale | 6-4 / 4-6 / 6-2    |
| 2022                                                | Malmo        | Open         | Juan Lebrón | Sanyo Gutiérrez Agustín Tapia          | Finale | 4-6 / 6-1 / 6-2    |
| 2022                                                | Buenos Aires | Master       | Juan Lebrón | Fernando Belasteguín Arturo Coello     | Finale | 7-6(4) / 6-2       |
| 2022                                                | Barcellona   | Master Final | Juan Lebrón | Federico Chingotto Martin Di Nenno     | Finale | 6-4 / 6-7(5) / 6-2 |
| Riferimento dei risultati su www.worldpadeltour.com |              |              |             |                                        |        |                    |